# ۲۱۵۱۰ کمنیتز
سیارک ۲۱۵۱۰ (به انگلیسی: 21510 Chemnitz، نامگذاری:1998KF36) بیست و یک هزار و پانصد و دهمین سیارک کشف شده‌است که در ۲۲ مه ۱۹۹۸ کشف شد.
قدر مطلق سیارک برابر ۱۷.۸ است.